# Recordes brasileiros no levantamento de peso
Estes são os recordes brasileiros para adultos no levantamento de peso, no arranco, no arremesso e no total mantidos pela Confederação Brasileira de Levantamento de Pesos (CBLP).
A Federação Internacional de Halterofilismo (FIH) realizou várias alterações nas classes de peso, sendo a mais recente em junho de 2025, o que resultou no arquivamento de resultados anteriores.

### Masculino
Atualizado em julho de 2025.
| Evento    | Recorde | Atleta           | Data               | Competição                | Local                     | Ref.        |
| –60 kg    | –60 kg  | –60 kg           | –60 kg             | –60 kg                    | –60 kg                    | –60 kg      |
| --------- | ------- | ---------------- | ------------------ | ------------------------- | ------------------------- | ----------- |
| Arranco   | 123 kg  | Thiago Silva     | 15 de maio de 2025 | Campeonato Brasileiro     | Sete Lagoas, Minas Gerais |             |
| Arremesso | 158 kg  | Thiago Silva     | 15 de maio de 2025 | Campeonato Brasileiro     | Sete Lagoas, Minas Gerais |             |
| Total     | 281 kg  | Thiago Silva     | 15 de maio de 2025 | Campeonato Brasileiro     | Sete Lagoas, Minas Gerais |             |
| –65 kg    |         |                  |                    |                           |                           |             |
| Arranco   | 125 kg  |                  |                    |                           |                           |             |
| Arremesso | 151 kg  |                  |                    |                           |                           |             |
| Total     | 271 kg  |                  |                    |                           |                           |             |
| –71 kg    |         |                  |                    |                           |                           |             |
| Arranco   | 129 kg  | Lucas Santos     | 15 de maio de 2025 | Campeonato Brasileiro     | Sete Lagoas, Minas Gerais |             |
| Arremesso | 154 kg  | Lucas Santos     | 15 de maio de 2025 | Campeonato Brasileiro     | Sete Lagoas, Minas Gerais |             |
| Total     | 283 kg  | Lucas Santos     | 15 de maio de 2025 | Campeonato Brasileiro     | Sete Lagoas, Minas Gerais |             |
| –79 kg    |         |                  |                    |                           |                           |             |
| Arranco   | 145 kg  | Josué Silva      | 16 de maio de 2025 | Campeonato Brasileiro     | Sete Lagoas, Minas Gerais |             |
| Arremesso | 170 kg  |                  |                    |                           |                           |             |
| Total     | 310 kg  |                  |                    |                           |                           |             |
| –88 kg    |         |                  |                    |                           |                           |             |
| Arranco   | 152 kg  |                  |                    |                           |                           |             |
| Arremesso | 183 kg  |                  |                    |                           |                           |             |
| Total     | 316 kg  |                  |                    |                           |                           |             |
| –94 kg    |         |                  |                    |                           |                           |             |
| Arranco   | 168 kg  |                  |                    |                           |                           |             |
| Arremesso | 200 kg  |                  |                    |                           |                           |             |
| Total     | 368 kg  |                  |                    |                           |                           |             |
| –110 kg   |         |                  |                    |                           |                           |             |
| Arranco   | 175 kg1 | Matheus Pessanha | 4 de maio de 2025  | Campeonato Mundial Júnior | Lima, Peru                | [ 3 ] [ 4 ] |
| Arremesso | 220 kg1 | Matheus Pessanha | 4 de maio de 2025  | Campeonato Mundial Júnior | Lima, Peru                | [ 3 ] [ 4 ] |
| Total     | 395 kg1 | Matheus Pessanha | 4 de maio de 2025  | Campeonato Mundial Júnior | Lima, Peru                | [ 3 ] [ 4 ] |
| +110 kg   |         |                  |                    |                           |                           |             |
| Arranco   | 201 kg  |                  |                    |                           |                           |             |
| Arremesso | 240 kg  |                  |                    |                           |                           |             |
| Total     | 440 kg  |                  |                    |                           |                           |             |

↑ A marca foi obtida na antiga categoria até 102 kg, válida até 31 de maio de 2025, em competição oficial da FIH. No entanto, a CBLP, que já organizava as competições com as novas categorias desde o início do ano, reconheceu o resultado como recorde nacional na categoria até 110 kg.

### Feminino
Atualizado em julho de 2025.
| Evento    | Recorde | Atleta              | Data                    | Competição                      | Local                          | Ref.   |
| –48 kg    | –48 kg  | –48 kg              | –48 kg                  | –48 kg                          | –48 kg                         | –48 kg |
| --------- | ------- | ------------------- | ----------------------- | ------------------------------- | ------------------------------ | ------ |
| Arranco   | 078 kg  | Emily Figueiredo    | 15 de fevereiro de 2025 | Avaliação Técnica CBLP          | Rio de Janeiro, Rio de Janeiro |        |
| Arremesso | 100 kg  | Emily Figueiredo    | 15 de maio de 2025      | Campeonato Brasileiro           | Sete Lagoas, Minas Gerais      |        |
| Total     | 178 kg  | Emily Figueiredo    | 15 de maio de 2025      | Campeonato Brasileiro           | Sete Lagoas, Minas Gerais      |        |
| –53 kg    |         |                     |                         |                                 |                                |        |
| Arranco   | 087 kg  | Nathasha Figueiredo | 14 de julho de 2025     | Campeonato Pan-Americano        | Cáli, Colômbia                 | [ 6 ]  |
| Arremesso | 111 kg  | Nathasha Figueiredo | 14 de julho de 2025     | Campeonato Pan-Americano        | Cáli, Colômbia                 | [ 6 ]  |
| Total     | 198 kg  | Nathasha Figueiredo | 14 de julho de 2025     | Campeonato Pan-Americano        | Cáli, Colômbia                 | [ 6 ]  |
| –58 kg    |         |                     |                         |                                 |                                |        |
| Arranco   | 091 kg  | Júlia Rodrigues     | 16 de maio de 2025      | Campeonato Brasileiro           | Sete Lagoas, Minas Gerais      |        |
| Arremesso | 112 kg  | Júlia Rodrigues     | 16 de maio de 2025      | Campeonato Brasileiro           | Sete Lagoas, Minas Gerais      |        |
| Total     | 203 kg  | Júlia Rodrigues     | 16 de maio de 2025      | Campeonato Brasileiro           | Sete Lagoas, Minas Gerais      |        |
| –63 kg    |         |                     |                         |                                 |                                |        |
| Arranco   | 095 kg  |                     |                         |                                 |                                |        |
| Arremesso | 120 kg  |                     |                         |                                 |                                |        |
| Total     | 214 kg  |                     |                         |                                 |                                |        |
| –69 kg    |         |                     |                         |                                 |                                |        |
| Arranco   | 098 kg  | Stephany Assis      | 17 de maio de 2025      | Campeonato Brasileiro           | Sete Lagoas, Minas Gerais      |        |
| Arremesso | 119 kg  | Stephany Assis      | 13 de março de 2025     | Campeonato Pan-Americano Júnior | Havana, Cuba                   |        |
| Total     | 216 kg  | Stephany Assis      | 17 de maio de 2025      | Campeonato Brasileiro           | Sete Lagoas, Minas Gerais      |        |
| –77 kg    |         |                     |                         |                                 |                                |        |
| Arranco   | 110 kg  | Laura Amaro         | 16 de julho de 2025     | Campeonato Pan-Americano        | Cáli, Colômbia                 | [ 6 ]  |
| Arremesso | 136 kg  | Laura Amaro         | 16 de julho de 2025     | Campeonato Pan-Americano        | Cáli, Colômbia                 | [ 6 ]  |
| Total     | 246 kg  | Laura Amaro         | 16 de julho de 2025     | Campeonato Pan-Americano        | Cáli, Colômbia                 | [ 6 ]  |
| –86 kg    |         |                     |                         |                                 |                                |        |
| Arranco   | 112 kg  |                     |                         |                                 |                                |        |
| Arremesso | 141 kg  |                     |                         |                                 |                                |        |
| Total     | 253 kg  |                     |                         |                                 |                                |        |
| +86 kg    |         |                     |                         |                                 |                                |        |
| Arranco   | 115 kg  | Taiane Lima         | 18 de maio de 2025      | Campeonato Brasileiro           | Sete Lagoas, Minas Gerais      |        |
| Arremesso | 151 kg  | Taiane Lima         | 18 de julho de 2025     | Campeonato Pan-Americano        | Cáli, Colômbia                 | [ 6 ]  |
| Total     | 265 kg  | Taiane Lima         | 18 de maio de 2025      | Campeonato Brasileiro           | Sete Lagoas, Minas Gerais      |        |

## Recordes históricos

### Masculino (2018–2025)
Atualizado em 24.12.2024.
| Evento    | Recorde | Atleta           | Data                   | Competição                | Local                           | Ref.          |
| –55 kg    | –55 kg  | –55 kg           | –55 kg                 | –55 kg                    | –55 kg                          | –55 kg        |
| --------- | ------- | ---------------- | ---------------------- | ------------------------- | ------------------------------- | ------------- |
| Arranque  | 121 kg  | Thiago Silva     | 6 de dezembro de 2024  | Campeonato Mundial        | Manama, Barém                   | [ 8 ]         |
| Arremesso | 148 kg  | Thiago Silva     | 6 de dezembro de 2024  | Campeonato Mundial        | Manama, Barém                   | [ 8 ]         |
| Total     | 269 kg  | Thiago Silva     | 6 de dezembro de 2024  | Campeonato Mundial        | Manama, Barém                   | [ 8 ]         |
| –61 kg    |         |                  |                        |                           |                                 |               |
| Arranque  | 125 kg  | Thiago Silva     | 2 de maio de 2024      | Campeonato Brasileiro     | São Luís, Maranhão              |               |
| Arremesso | 151 kg  | Thiago Silva     | 24 de julho de 2022    | Campeonato Pan-Americano  | Bogotá, Colômbia                | [ 9 ]         |
| Total     | 271 kg  | Thiago Silva     | 2 de outubro de 2022   | Jogos Sul-Americanos      | Assunção, Paraguai              | [ 10 ]        |
| –67 kg    |         |                  |                        |                           |                                 |               |
| Arranque  | 127 kg  | Rafael Silveira  | 24 de agosto de 2018   | Campeonato Brasileiro     | Porto Alegre, Rio Grande do Sul |               |
| Arremesso | 147 kg  | Rafael Silveira  | 24 de agosto de 2018   | Campeonato Brasileiro     | Porto Alegre, Rio Grande do Sul |               |
| Total     | 274 kg  | Rafael Silveira  | 24 de agosto de 2018   | Campeonato Brasileiro     | Porto Alegre, Rio Grande do Sul |               |
| –73 kg    |         |                  |                        |                           |                                 |               |
| Arranque  | 141 kg  | Josué Silva      | 26 de julho de 2022    | Campeonato Pan-Americano  | Bogotá, Colômbia                | [ 9 ]         |
| Arremesso | 170 kg  | Josué Silva      | 4 de junho de 2022     | Campeonato Brasileiro     | Sete Lagoas, Minas Gerais       |               |
| Total     | 310 kg  | Josué Silva      | 4 de junho de 2022     | Campeonato Brasileiro     | Sete Lagoas, Minas Gerais       |               |
| –81 kg    |         |                  |                        |                           |                                 |               |
| Arranque  | 151 kg  | Josué Silva      | 9 de novembro de 2021  | Campeonato Pan-Americano  | Guaiaquil, Equador              | [ 11 ]        |
| Arremesso | 183 kg  | Josué Silva      | 9 de novembro de 2021  | Campeonato Pan-Americano  | Guaiaquil, Equador              | [ 11 ]        |
| Total     | 334 kg  | Josué Silva      | 9 de novembro de 2021  | Campeonato Pan-Americano  | Guaiaquil, Equador              | [ 11 ]        |
| –89 kg    |         |                  |                        |                           |                                 |               |
| Arranque  | 155 kg  | Josué Silva      | 24 de novembro de 2023 | Avaliação Técnica CBLP    | Viçosa, Minas Gerais            |               |
| Arremesso | 180 kg  | Josué Silva      | 26 de maio de 2023     | Campeonato Brasileiro     | Sete Lagoas, Minas Gerais       |               |
| Total     | 330 kg  | Josué Silva      | 26 de maio de 2023     | Campeonato Brasileiro     | Sete Lagoas, Minas Gerais       |               |
| –96 kg    |         |                  |                        |                           |                                 |               |
| Arranque  | 171 kg  | Serafim Veli     | 26 de abril de 2019    | Campeonato Pan-Americano  | Cidade da Guatemala, Guatemala  | [ 12 ]        |
| Arremesso | 200 kg  | Serafim Veli     | 7 de novembro de 2018  | Campeonato Mundial        | Asgabade, Turquemenistão        | [ 13 ]        |
| Total     | 370 kg  | Serafim Veli     | 7 de novembro de 2018  | Campeonato Mundial        | Asgabade, Turquemenistão        | [ 13 ]        |
| –102 kg   |         |                  |                        |                           |                                 |               |
| Arranque  | 170 kg  | Marco Machado    | 4 de maio de 2024      | Campeonato Brasileiro     | São Luís, Maranhão              |               |
| Arremesso | 215 kg  | Matheus Pessanha | 26 de setembro de 2024 | Campeonato Mundial Júnior | Leão, Espanha                   | [ 14 ] [ 15 ] |
| Total     | 383 kg  | Matheus Pessanha | 26 de setembro de 2024 | Campeonato Mundial Júnior | Leão, Espanha                   | [ 14 ] [ 15 ] |
| –109 kg   |         |                  |                        |                           |                                 |               |
| Arranque  | 160 kg  | Mateus Machado   | 9 de julho de 2023     | Campeonato Sul-Americano  | Guaiaquil, Equador              |               |
| Arremesso | 195 kg  | Mateus Machado   | 9 de julho de 2023     | Campeonato Sul-Americano  | Guaiaquil, Equador              |               |
| Total     | 365 kg  | Mateus Machado   | 9 de julho de 2023     | Campeonato Sul-Americano  | Guaiaquil, Equador              |               |
| +109 kg   |         |                  |                        |                           |                                 |               |
| Arranque  | 201 kg  | Fernando Reis    | 10 de novembro de 2018 | Campeonato Mundial        | Asgabade, Turquemenistão        | [ 13 ]        |
| Arremesso | 235 kg  | Fernando Reis    | 10 de novembro de 2018 | Campeonato Mundial        | Asgabade, Turquemenistão        | [ 13 ]        |
| Total     | 436 kg  | Fernando Reis    | 10 de novembro de 2018 | Campeonato Mundial        | Asgabade, Turquemenistão        | [ 13 ]        |

### Masculino (1998–2018)
| Evento    | Recorde | Atleta               | Data                    | Competição               | Local                              | Ref.          |
| –56 kg    | –56 kg  | –56 kg               | –56 kg                  | –56 kg                   | –56 kg                             | –56 kg        |
| --------- | ------- | -------------------- | ----------------------- | ------------------------ | ---------------------------------- | ------------- |
| Arranco   | 102 kg  | Luis Eduardo Santana | 5 de agosto de 2011     |                          | Rio de Janeiro, Rio de Janeiro     | [ 16 ]        |
| Arremesso | 117 kg  | Luis Eduardo Santana | 5 de agosto de 2011     |                          | Rio de Janeiro, Rio de Janeiro     | [ 16 ]        |
| Total     | 219 kg  | Luis Eduardo Santana | 5 de agosto de 2011     |                          | Rio de Janeiro, Rio de Janeiro     | [ 16 ]        |
| –62 kg    |         |                      |                         |                          |                                    |               |
| Arranco   | 122 kg  | Wellington Mendes    | 17 de abril de 2004     |                          | Viçosa, Minas Gerais               | [ 16 ]        |
| Arremesso | 145 kg  | Wellington Mendes    | 28 de fevereiro de 2004 |                          | Viçosa, Minas Gerais               | [ 16 ]        |
| Total     | 265 kg  | Wellington Mendes    | 28 de fevereiro de 2004 |                          | Viçosa, Minas Gerais               | [ 16 ]        |
| –69 kg    |         |                      |                         |                          |                                    |               |
| Arranco   | 135 kg  | Welisson Silva       | 15 de agosto de 2008    | Jogos Olímpicos          | Pequim, China                      | [ 16 ] [ 17 ] |
| Arremesso | 165 kg  | Welisson Silva       | 15 de julho de 2007     | Jogos Pan-Americanos     | Rio de Janeiro, Rio de Janeiro     | [ 16 ] [ 18 ] |
| Total     | 298 kg  | Welisson Silva       | 15 de julho de 2007     | Jogos Pan-Americanos     | Rio de Janeiro, Rio de Janeiro     | [ 16 ] [ 18 ] |
| –77 kg    |         |                      |                         |                          |                                    |               |
| Arranco   | 148 kg  | Welisson Silva       | 25 de outubro de 2011   | Jogos Pan-Americanos     | Guadalajara, México                | [ 16 ] [ 19 ] |
| Arremesso | 181 kg  | Welisson Silva       | 25 de maio de 2014      | Campeonato Pan-Americano | São Domingos, República Dominicana | [ 16 ] [ 20 ] |
| Total     | 325 kg  | Welisson Silva       | 25 de outubro de 2011   | Jogos Pan-Americanos     | Guadalajara, México                | [ 16 ] [ 19 ] |
| –85 kg    |         |                      |                         |                          |                                    |               |
| Arranco   | 151 kg  | Welisson Silva       | 24 de setembro de 2015  | Campeonato Brasileiro    | Rio de Janeiro, Rio de Janeiro     | [ 16 ] [ 21 ] |
| Arremesso | 188 kg  | Welisson Silva       | 6 de junho de 2016      | Campeonato Pan-Americano | Cartagena, Colômbia                | [ 22 ]        |
| Total     | 331 kg  | Welisson Silva       | 24 de setembro de 2015  | Campeonato Brasileiro    | Rio de Janeiro, Rio de Janeiro     | [ 16 ] [ 21 ] |
| –94 kg    |         |                      |                         |                          |                                    |               |
| Arranco   | 166 kg  | Marco Machado        | 26 de julho de 2017     | Campeonato Pan-Americano | Miami, Estados Unidos              | [ 23 ] [ 24 ] |
| Arremesso | 195 kg  | Marco Machado        | 26 de julho de 2017     | Campeonato Pan-Americano | Miami, Estados Unidos              | [ 23 ] [ 24 ] |
| Total     | 361 kg  | Marco Machado        | 26 de julho de 2017     | Campeonato Pan-Americano | Miami, Estados Unidos              | [ 23 ] [ 24 ] |
| –105 kg   |         |                      |                         |                          |                                    |               |
| Arranco   | 175 kg  | Mateus Machado       | 7 de março de 2014      | Jogos Sul-Americanos     | Santiago, Chile                    | [ 16 ] [ 25 ] |
| Arremesso | 206 kg  | Patrick Earth Mendes | 15 de novembro de 2014  | Campeonato Mundial       | Almati, Cazaquistão                | [ 16 ] [ 26 ] |
| Total     | 377 kg  | Mateus Machado       | 7 de março de 2014      | Jogos Sul-Americanos     | Santiago, Chile                    | [ 16 ] [ 25 ] |
| +105 kg   |         |                      |                         |                          |                                    |               |
| Arranco   | 201 kg  | Fernando Reis        | 18 de maio de 2018      | Campeonato Pan-Americano | São Domingos, República Dominicana | [ 27 ]        |
| Arremesso | 240 kg  | Fernando Reis        | 16 de agosto de 2016    | Jogos Olímpicos          | Rio de Janeiro, Rio de Janeiro     | [ 28 ]        |
| Total     | 440 kg  | Fernando Reis        | 5 de dezembro de 2017   | Campeonato Mundial       | Anaheim, Estados Unidos            | [ 29 ]        |

### Feminino (2018–2025)
Atualizado em 24.12.2024.
| Evento    | Recorde | Atleta              | Data                   | Competição                | Local                     | Ref.   |
| –45 kg    | –45 kg  | –45 kg              | –45 kg                 | –45 kg                    | –45 kg                    | –45 kg |
| --------- | ------- | ------------------- | ---------------------- | ------------------------- | ------------------------- | ------ |
| Arranque  | 073 kg  | Emily Figueiredo    | 24 de julho de 2022    | Campeonato Pan-Americano  | Bogotá, Colômbia          | [ 9 ]  |
| Arremesso | 090 kg  | Emily Figueiredo    | 24 de julho de 2022    | Campeonato Pan-Americano  | Bogotá, Colômbia          | [ 9 ]  |
| Total     | 163 kg  | Emily Figueiredo    | 24 de julho de 2022    | Campeonato Pan-Americano  | Bogotá, Colômbia          | [ 9 ]  |
| –49 kg    |         |                     |                        |                           |                           |        |
| Arranque  | 085 kg  | Luiza Dias          | 3 de junho de 2022     | Campeonato Brasileiro     | Sete Lagoas, Minas Gerais |        |
| Arremesso | 106 kg  | Nathasha Figueiredo | 25 de julho de 2022    | Campeonato Pan-Americano  | Bogotá, Colômbia          | [ 9 ]  |
| Total     | 190 kg  | Nathasha Figueiredo | 25 de julho de 2022    | Campeonato Pan-Americano  | Bogotá, Colômbia          | [ 9 ]  |
| –55 kg    |         |                     |                        |                           |                           |        |
| Arranque  | 090 kg  | Rosane Santos       | 3 de novembro de 2018  | Campeonato Mundial        | Asgabade, Turquemenistão  | [ 13 ] |
| Arremesso | 106 kg  | Rosane Santos       | 3 de novembro de 2018  | Campeonato Mundial        | Asgabade, Turquemenistão  | [ 13 ] |
| Total     | 196 kg  | Rosane Santos       | 3 de novembro de 2018  | Campeonato Mundial        | Asgabade, Turquemenistão  | [ 13 ] |
| –59 kg    |         |                     |                        |                           |                           |        |
| Arranque  | 095 kg  | Eduarda Souza       | 25 de maio de 2023     | Campeonato Brasileiro     | Sete Lagoas, Minas Gerais |        |
| Arremesso | 120 kg  | Eduarda Souza       | 8 de setembro de 2023  | Campeonato Mundial        | Riade, Arábia Saudita     | [ 31 ] |
| Total     | 214 kg  | Eduarda Souza       | 25 de maio de 2023     | Campeonato Brasileiro     | Sete Lagoas, Minas Gerais |        |
| –64 kg    |         |                     |                        |                           |                           |        |
| Arranque  | 093 kg  | Marcella Piovesan   | 3 de maio de 2025      | Campeonato Mundial Júnior | Lima, Peru                | [ 32 ] |
| Arremesso | 114 kg  | Lourdes Califrer    | 18 de novembro de 2023 | Campeonato Mundial Júnior | Guadalajara, México       | [ 33 ] |
| Total     | 205 kg  | Marcella Piovesan   | 3 de maio de 2025      | Campeonato Mundial Júnior | Lima, Peru                | [ 32 ] |
| –71 kg    |         |                     |                        |                           |                           |        |
| Arranque  | 108 kg  | Amanda Schott       | 26 de maio de 2023     | Campeonato Brasileiro     | Sete Lagoas, Minas Gerais |        |
| Arremesso | 130 kg  | Amanda Schott       | 13 de setembro de 2023 | Campeonato Mundial        | Riade, Arábia Saudita     | [ 31 ] |
| Total     | 238 kg  | Amanda Schott       | 13 de setembro de 2023 | Campeonato Mundial        | Riade, Arábia Saudita     | [ 31 ] |
| –76 kg    |         |                     |                        |                           |                           |        |
| Arranque  | 108 kg  | Laura Amaro         | 14 de dezembro de 2021 | Campeonato Mundial        | Tasquente, Uzbequistão    | [ 34 ] |
| Arremesso | 132 kg  | Laura Amaro         | 14 de dezembro de 2021 | Campeonato Mundial        | Tasquente, Uzbequistão    | [ 34 ] |
| Total     | 240 kg  | Laura Amaro         | 14 de dezembro de 2021 | Campeonato Mundial        | Tasquente, Uzbequistão    | [ 34 ] |
| –81 kg    |         |                     |                        |                           |                           |        |
| Arranque  | 112 kg  | Laura Amaro         | 27 de maio de 2023     | Campeonato Brasileiro     | Sete Lagoas, Minas Gerais |        |
| Arremesso | 141 kg  | Laura Amaro         | 9 de abril de 2024     | Copa do Mundo             | Phuket, Tailândia         | [ 35 ] |
| Total     | 253 kg  | Laura Amaro         | 9 de abril de 2024     | Copa do Mundo             | Phuket, Tailândia         | [ 35 ] |
| –87 kg    |         |                     |                        |                           |                           |        |
| Arranque  | 109 kg  | Laura Amaro         | 5 de outubro de 2022   | Jogos Sul-Americanos      | Assunção, Paraguai        | [ 36 ] |
| Arremesso | 138 kg  | Laura Amaro         | 5 de outubro de 2022   | Jogos Sul-Americanos      | Assunção, Paraguai        | [ 36 ] |
| Total     | 247 kg  | Laura Amaro         | 5 de outubro de 2022   | Jogos Sul-Americanos      | Assunção, Paraguai        | [ 36 ] |
| +87 kg    |         |                     |                        |                           |                           |        |
| Arranque  | 110 kg  | Taiane Lima         | 27 de setembro de 2024 | Campeonato Mundial Júnior | Leão, Espanha             | [ 37 ] |
| Arremesso | 145 kg  | Taiane Lima         | 10 de abril de 2024    | Copa do Mundo             | Phuket, Tailândia         | [ 35 ] |
| Total     | 253 kg  | Taiane Lima         | 10 de abril de 2024    | Copa do Mundo             | Phuket, Tailândia         | [ 35 ] |

### Feminino (1998–2018)
| Evento    | Recorde | Atleta             | Data                   | Competição                 | Local                          | Ref           |
| –48 kg    | –48 kg  | –48 kg             | –48 kg                 | –48 kg                     | –48 kg                         | –48 kg        |
| --------- | ------- | ------------------ | ---------------------- | -------------------------- | ------------------------------ | ------------- |
| Arranco   | 77 kg   | Aline Facciolla    | 9 de dezembro de 2015  | Campeonato Sul-Americano   | Lima, Peru                     | [ 16 ] [ 38 ] |
| Arremesso | 092 kg  | Aline Facciolla    | 9 de dezembro de 2015  | Campeonato Sul-Americano   | Lima, Peru                     | [ 16 ] [ 38 ] |
| Total     | 169 kg  | Aline Facciolla    | 9 de dezembro de 2015  | Campeonato Sul-Americano   | Lima, Peru                     | [ 16 ] [ 38 ] |
| –53 kg    |         |                    |                        |                            |                                |               |
| Arranco   | 090 kg  | Rosane Santos      | 7 de agosto de 2016    | Jogos Olímpicos            | Rio de Janeiro, Rio de Janeiro | [ 39 ]        |
| Arremesso | 103 kg  | Rosane Santos      | 7 de agosto de 2016    | Jogos Olímpicos            | Rio de Janeiro, Rio de Janeiro | [ 39 ]        |
| Total     | 193 kg  | Rosane Santos      | 7 de agosto de 2016    | Jogos Olímpicos            | Rio de Janeiro, Rio de Janeiro | [ 39 ]        |
| –58 kg    |         |                    |                        |                            |                                |               |
| Arranco   | 090 kg  | Rosane Santos      | 23 de setembro de 2015 | Campeonato Brasileiro      | Rio de Janeiro, Rio de Janeiro | [ 16 ] [ 40 ] |
| Arremesso | 107 kg  | Alexanda Aguiar    | 25 de abril de 2014    |                            | Rio de Janeiro, Rio de Janeiro | [ 16 ]        |
| Total     | 195 kg  | Rosane Santos      | 23 de setembro de 2015 | Campeonato Brasileiro      | Rio de Janeiro, Rio de Janeiro | [ 16 ] [ 40 ] |
| –63 kg    |         |                    |                        |                            |                                |               |
| Arranco   | 091 kg  | Eliane Nascimento  | 11 de outubro de 2014  | Campeonato Brasileiro      | Sabará, Minas Gerais           | [ 16 ] [ 41 ] |
| Arremesso | 120 kg  | Bruna Piloto       | 6 de junho de 2016     | Campeonato Pan-Americano   | Cartagena, Colômbia            | [ 22 ]        |
| Total     | 210 kg  | Bruna Piloto       | 6 de junho de 2016     | Campeonato Pan-Americano   | Cartagena, Colômbia            | [ 22 ]        |
| –69 kg    |         |                    |                        |                            |                                |               |
| Arranco   | 095 kg  | Liliane Menezes    | 6 de junho de 2016     | Campeonato Pan-Americano   | Cartagena, Colômbia            | [ 22 ]        |
| Arremesso | 123 kg  | Liliane Menezes    | 6 de junho de 2016     | Campeonato Pan-Americano   | Cartagena, Colômbia            | [ 22 ]        |
| Total     | 218 kg  | Liliane Menezes    | 6 de junho de 2016     | Campeonato Pan-Americano   | Cartagena, Colômbia            | [ 22 ]        |
| –75 kg    |         |                    |                        |                            |                                |               |
| Arranco   | 110 kg  | Monique Araújo     | 25 de setembro de 2015 | Campeonato Brasileiro      | Rio de Janeiro, Rio de Janeiro | [ 16 ] [ 40 ] |
| Arremesso | 135 kg  | Jaqueline Ferreira | 12 de março de 2015    | Torneio Int. Manuel Suárez | Cienfuegos, Cuba               | [ 16 ] [ 42 ] |
| Total     | 237 kg  | Monique Araújo     | 25 de setembro de 2015 | Campeonato Brasileiro      | Rio de Janeiro, Rio de Janeiro | [ 16 ] [ 40 ] |
| +75 kg    |         |                    |                        |                            |                                |               |
| Arranco   | 106 kg  | Jaqueline Ferreira | 22 de maio de 2015     |                            | Rio de Janeiro, Rio de Janeiro | [ 16 ]        |
| Arremesso | 131 kg  | Mayara Gomes       | 16 de maio de 2012     | Campeonato Pan-Americano   | Antigua, Guatemala             | [ 16 ]        |
| Total     | 227 kg  | Jaqueline Ferreira | 13 de julho de 2012    |                            | Rio de Janeiro, Rio de Janeiro | [ 16 ]        |